# Base Aeronaval Punta Indio
La Base Aeronaval Punta Indio (BAPI) es una base aeronaval de la Armada Argentina (ARA) con asiento en Punta Indio, provincia de Buenos Aires.
En 2025 dejó de ser la Fuerza Aeronaval N.º 1 (FAE1) y pasó a estar reducida a base de la Aviación Naval, con la Escuadrilla Aeronaval de Vigilancia Marítima (EA1V), la Escuela de Aviación Naval (ESAN) y el Taller Aeronaval Punta Indio (TVPI).

## Historia

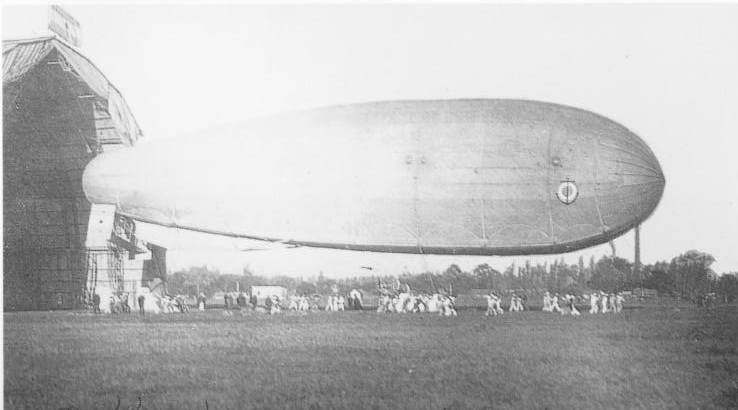
El Plata (DE-1 o O-1) sale de su hangar, año 1927.

A principios de 1925 se inauguró la Base Aeronaval Punta Indio (BAPI). Esto fue una acción de la estrategia de Argentina de defender la entrada al Río de la Plata. La Armada mantuvo la adquisición y renovación de aviones en forma continua durante las décadas de 1920 y 1930.
Desde esta base aeronaval se desplegó la aviación durante los bombardeos aéreos en Buenos Aires del 16 de junio de 1955 contra Juan Domingo Perón, que incluyó veintidós (22) aviones North American AT-6A Texan (Capitán de Fragata Néstor Noriega) de la Aviación Naval, causando 300 muertos y 1000 heridos tras bombardear varios objetivos. Además se desplegaron los transportes con fuerzas de la Infantería de Marina para ese golpe fallido.
Fue en el alzamiento naval del 2 de abril de 1963 cuando la base aeronaval se alzó al comando del Capitán de Navío Santiago Sabarots, desplegando aviones Grumman F9F-2B Panther y Chance Vought F4U-5 Corsair en ataques aéreos contra las Fuerzas Armadas leales en La Plata y Magdalena. Como reacción las FF. AA. leales contraatacaron Punta Indio con bombardeos y la posterior ocupación con tanques M4 Sherman del Ejército.

## Malvinas
La Fuerza Aeronaval N.º 1 constituyó el Grupo Aeronaval Insular (GAI) y Grupo de Tareas 80.1 (GT 80.1) y se desplegó a la Base Aeronaval Río Grande (BARD), en el marco de la Fuerza de Tareas 80 (FT 80). En consecuencia, la masa del personal terrestre de la Base Aeronaval Punta Indio debió reforzar la dotación de la Base Aeronaval Río Grande. El jefe de la BAPI era el Capitán de Fragata Julio César Falcone. La misión de la unidad fue apoyar las operaciones desarrolladas desde la Base Aeronaval Punta Indio y apoyar en logística al GT 80.1.
En tanto, continuaron su funcionamiento normal la Escuela de Aviación Naval (ESAN), el Arsenal Aeronaval N.º 1 (ARV1) y el Centro de Incorporación y Formación de Conscriptos de la Aviación Naval.
Junto a aeronaves de la Fuerza Aeronaval N.º 3 (FAE3), se sostuvo el apoyo logístico al GT 80.1 y la BARD.
Dos hombres destacados «en comisión» al Crucero ARA General Belgrano (C-4) murieron en el hundimiento de este. Ellos fueron los Cabos Segundos Artilleros Sergio L. Iselli y Claudio Grimoldi. Ambos recibieron la condecoración Muerto en Combate.
En la finalización del conflicto, la Base debió llevar a cabo el repliegue de su personal y elementos.

### Posterior a Malvinas
En el 2011 la Base Aeronaval Punta Indio fue el escenario de la celebración del 90.º aniversario de la Escuela de Aviación Naval, acto durante el que se hizo entrega de una nueva Bandera de Guerra a la Fuerza Aeronaval N.º 1.

### Turismo Carretera

Circuito de la Base Aeronaval Punta Indio.

En el año 1991, entre las temporadas 1993 a 1996 y, por último en la temporada 2001, el Turismo Carretera corrió en la base competencias válidas por el campeonato. El circuito estaba compuesto por dos largas rectas —una sobre la pista principal de aterrizaje y la otra sobre las calles de rodaje, las cuales se acortaban por dos chicanas y dos curvones en las cabeceras, y tenía una extensión de 4700 metros en total, la calle de boxes se encontraba a mirad de la recta principal sobre la zona de los hangares 8 y 9 de la base aeronaval.

#### Listado de ganadores en Turismo Carretera
| Fecha                   | Ganador                    | Marca           |
| ----------------------- | -------------------------- | --------------- |
| 1 de diciembre de 1991  | Mariano Calamante II       | Chevrolet Chevy |
| 1 de agosto de 1993     | Oscar Aventín              | Ford Falcon     |
| 23 de octubre de 1994   | Juan Antonio De Benedictis | Ford Falcon     |
| 19 de noviembre de 1995 | Eduardo Ramos              | Ford Falcon     |
| 31 de marzo de 1996     | Eduardo Ramos              | Ford Falcon     |
| 18 de febrero de 2001   | Roberto Urretavizcaya      | Ford Falcon     |

## Medios
Las unidades y medios militares de la Armada Argentina en esta base aeronaval:
| ex Fuerza Aeronaval N.º 1 / Escuadra Aeronaval N.º 1 | ex Fuerza Aeronaval N.º 1 / Escuadra Aeronaval N.º 1        |
| Unidad                                               | Medios                                                      |
| ---------------------------------------------------- | ----------------------------------------------------------- |
| Escuela de Aviación Naval                            | Diez (10) Beechcraft T-34C-1 Turbo Mentor                   |
| Escuadrilla Aeronaval de Vigilancia Marítima         | Siete (7) Beechcraft BE-200 Dos (2) Beechcraft TC-12B Huron |
| Taller Aeronaval Punta Indio                         |                                                             |

Unidades fuera de servicio:
- 1.ª Escuadrilla Aeronaval de Ataque (EA41), desactivada en 2008[11]